# Sarytschew (Vulkan)
Der Sarytschew (russisch вулкан Са́рычева, Sarytschew-Vulkan) ist ein Stratovulkan auf der Kurilen-Insel Matua im Fernen Osten Russlands. Der Vulkan ist erdgeschichtlich relativ jung und zeigt einen sehr symmetrischen Kegelaufbau.
Der Berg wurde nach dem Entdecker und Offizier der Kaiserlich Russischen Marine Gawriil Sarytschew (1763–1831) benannt.
Der Vulkan Sarytschew, einer der aktivsten Vulkane der Kurilen, beherrscht den Nordwestteil der Insel Matua. Der andesitische Zentralkrater wurde in einer Caldera mit einem Durchmesser von 3 bis 3,5 km gebildet. Jüngere Lavaströme und Ablagerungen von pyroklastischen Strömen bedecken alle Seiten des Vulkans. Eruptionen wurden seit 1760 beobachtet, wobei sich explosive Ausbrüche mit ruhigeren Lavaaustritten abwechselten. Die größte historische Eruption des Vulkans ereignete sich 1946, wobei die pyroklastischen Ströme die Küste erreichten.
Am 12. Juni 2009 begann ein erneuter Ausbruch des Vulkans mit dem Ausstoß riesiger Aschewolken. Da sich der Vulkan in der Nähe von internationalen Flugrouten zwischen Ostasien und Nordamerika befindet, wurde der Flugverkehr teilweise behindert.